# Masud Barzani
Masud Barzani (kurd central: مەسعوود بارزانی)  (Mahabad, 16 d'agost de 1946) és un polític kurd, actual president del Govern Regional del Kurdistan i el líder del Partit Democràtic del Kurdistan. Barzani va néixer a Mahabad, durant l'efimera República de Mahabad. Té cinc fills (entre els quals Masrur Barzani, alt càrrec del govern) i tres filles.

## Biografia
Massoud Barzani va succeir al seu pare, l'anterior líder nacionalista kurd Mustafà Barzani, com el líder del Partit Democràtic del Kurdistan (KDP) el 1979. Treballant de prop amb el seu germà Idris Barzani fins a la mort d'Idris, Barzani va continuar la lluita kurda durant els anys de la Guerra Iran-Iraq. Per molt d'aquest temps, el lideratge kurd estava exiliat a l'Iran.
L'estat autònom
Amb la derrota de Saddam Hussein a la primera Guerra del Golf, les forces Kurdes pogueren reconquerir molta de la terra tradicional del kurds a l'Iraq. Aviat, però, les forces iraquianes reagrupades empenyien els lluitadors kurds què junt amb centenars de milers de civils fugien cap a les muntanyes que feien frontera amb l'Iran i Turquia, on milers van morir milers sota el foc d'armes pesants iraquianes i molts altres van morir de fam i de fred. Els aliats dirigits pels Estats Units començaven l'Operació Proporcionar Comoditat, per establir una zona segura dins de l'Iraq per als kurds. Aquesta zona, protegida per una zona d'exclusió aèria, finalment es convertia en una zona kurda autònoma sota el control dels dos partits polítics kurds dominants, el KDP dirigit per Masud Barzani i el PUK (Unió Patriòtica del Kurdistan) de Jalal Talabani. Aquesta zona incorporava la majoria de les tres governacions de Duhok, Hewler, i Silemani.
La zona Kurda es dividia entre les dues forces dominants; Partit Democràtic del Kurdistan (PDK) al nord-oest i Unió Patriòtica del Kurdistan (UPK) al sud-est. El desembre de 1994 la guerra civil esclatava entre els peixmergues (milicians) de l'UPK i del PDK que va comportar la divisió del país en dues zones; la part administrada per la Unió Patriòtica la formaven les províncies de Sulaimani, Kirkuk i part d'Irbil amb una població de prop de dos milions de persones. Es va formar en aquestes zones una coalició amb el Partit de l'Esforç, el Partit Social Democràtic de Kurdistan, el Partit Conservador, i el Moviment Islàmic. Mustafà va tornar llavors de Londres i va participar en aquest govern. L'UPK aviat va aconseguir progressos i prenia el control de la ciutat d'Arbela. Durant dos anys es van fer i trencar diversos acords d'alto el foc. L'estiu del 1996 Masud Barzani va demanar l'ajut de Saddam Hussein i el seu règim baasista, i va expulsar a l'UPK cap a la frontera de l'Iran. L'UPK finalment es reagrupà i amb ajuda iraniana reprenia Silemani i parts de la província d'Arbela. La lluita va durar de manera activa fins al 1996 passant després a una situació de xocs menors i el 25 de novembre de 1997 es va declarar un nou alto el foc mantenint-se la línia de demarcació UPK-PDK de 13 d'octubre de 1997 sense canvis, amb Arbela a les mans del PDK. L'acord de Washington del 1988 que va posar fi a les diferències.

## President de Kurdistan del Sud
Després de la invasió americana de l'Iraq el 2003, Barzani esdevingué membre del Consell de Govern Iraquià i fou el nomenat president del consell l'abril del 2004. Era elegit com el president del Kurdistan del Sud pel Parlament d'aquesta regió el juny del 2005.
En la seva presidència Barzani va establir unes quantes institucions a la regió del Kurdistan per desenvolupar la seva democràcia emergent, per reforçar aliances i per millorar el procés de presa de decisió. El gener de 2007 establia el Consell de la Presidència del Kurdistan, que inclou al vicepresident Kosrat Rasul Ali, el president i el vicepresident de l'Assemblea Nacional del Kurdistan, el primer ministre i el viceprimer ministre, i el cap del departament de la Presidència de la regió del Kurdistan.
Com a president de la regió del Kurdistan, Massoud Barzani ha fet visites oficials a uns quants països incloent-hi: trobada amb el President americà George W. Bush a la Casa Blanca (25 d'octubre de 2005), amb el primer ministre britànic Tony Blair a Downing Street (31 d'octubre de 2005), amb el papa al Vaticà (14 de novembre de 2005), amb el primer ministre d'Itàlia Berlusconi a Roma (13 de novembre de 2005), amb el Rei Abdullah de l'Aràbia Saudita a Riyadh (13 de març de 2007) i amb el Rei Abdullah de Jordània a Amman (19 de març de 2007).
El juliol de 2009, en la primera elecció directa per la presidència de la regió del Kurdistan del Sud, Masud Barzani fou reelegit com a president per vot popular, rebent un 69,6% dels vots.

## Crítica
Massoud Barzani i els seus parents controlen un nombre gran d'empreses mercantils a Kurdistan del Sud, amb un valor d'uns quants mils de milions de dòlars. Rutinàriament, els mitjans de comunicació kurds acusen la família de corrupció i nepotisme, així com els observadors internacionals incloent-hi Michael Rubin. El maig de 2010 el periodista Sardasht Osman era assassinat després de criticar la família Barzani. El juliol de 2010 el diari d'oposició Rozhnama acusava el KDP dirigit per Barzani d'embutxacar-se grans sumes des del contraban il·legal de petroli.